# Albrecht 3. Achilles af Brandenburg
Albrecht 3. af Brandenburg, også kaldet Albrecht Achilles (født 9. november 1414 i Tangermünde, død 11. marts 1486 i Frankfurt am Main), var markgreve til Ansbach og Kulmbach (som Albrecht 1.) og senere markgreve og fra 1471 kurfyrste af Brandenburg fra Huset Hohenzollern.